# Bairdascaris dasypodina
 Bairdascaris dasypodina  (nach William Baird) ist eine Art der Spulwürmer (Ascaridida), die bei Gürteltieren parasitiert. Sie ist der einzige Vertreter der Gattung Bairdascaris.

## Merkmale
Gattung: Die Lippen haben eine deutliche Einkerbung am Vorderrand, welche in die Mundgrube übergeht. Sie sind mit feinen Zähnchen besetzt. Die Grundgewebe der Lippen (Lippenpulpa) hat an der Oberlippe zwei gleich große Lappen, an den beiden unten-seitlichen sind die Lappen asymmetrisch. Nach vorn hat die Lippenpulpa deutliche Verlängerungen mit einem sichelförmigen hinteren Fortsatz. De Exkretionspore liegt auf Höhe des Nervenrings. Der Exkretionsnukleus liegt an der Verbindung der beiden hinteren Filamente. Der Ösophagus hat keine sackartige Erweiterung (Ventriculus). Der Nucleus der dorsalen Ösophagusdrüse ist oval und im rückenseitige Abschnitt des Ösophagus lokalisiert. Ein Blinddarm fehlt. Die Vulva liegt in der vorderen Körperhälfte. Männchen haben 30 oder mehr Papillen vor der Kloake. Die Spicula sind geflügelt, ein Gubernaculum fehlt. Hinter der Kloake liegt eine Aufrauung.
Bairdascaris dasypodina ist mittelgroß und ausgereift relativ kräftig. Männchen sind 60 bis 100, Weibchen 77 bis 124 mm lang. Die Lippen sind breiter als der Körper und durch eine deutliche Abschnürung abgesetzt. Die Halspapillen liegen in Höhe der Exkretionspore, Zervikalflügel fehlen. Der Ösophagusist relativ kurz und nimmt nur 2,9 bis 4,8 % der Körperlänge ein.
Die Vulva der Weibchen liegt bei 27 bis 37 % der Körperlänge. Die Schlingen des Ovars erstrecken sich etwas vor die Vulva. Die Vagina 1,5 mm, etwa die halbe Länge des unpaaren Uterusabschnitts. Die beiden Uterusäste reichen nach hinten bis zur Körpermitte. Der Schwanz ist sehr kurz und abgerundet, der Anus nahezu am Ende. Die Schwanzspitz ist stumpf mit einem dreieckigen Knopf. Die rauen Eier sind oval 62–97 × 54–82 µm groß.
Der Schwanz der Männchen ist ebenfalls sehr kurz und bauchwärts abgebogen. Die 37 Papillpaare vor der Kloake sind eher fleischig stumpf. Die Spicula sind schlank und haben eine Länge von bis zur
halben Länge des Ejakulationgangs.